# Justificação
Em epistemologia, justificação é um tipo de autorização a crer em alguma coisa. Quando o indivíduo acredita em alguma coisa verdadeira, e está justificado a crer, sua crença é conhecimento. Assim, a justificação é um elemento fundamental do conhecimento. 
Os epistemólogos se ocupam das várias características epistêmicas da opinião, incluindo as noções de justificação, autorização, racionalidade e probabilidade. Destes quatro termos, o termo que mais extensamente foi usado e discutido nos vinte anos passados, na filosofia analítica, é justificação. 

## O objeto da justificação
Muitas coisas podem ser justificadas. Opiniões, ações, emoções, reivindicações, leis, teorias e assim por diante. A epistemologia foca nas crenças. Em parte isso é por causa da influência do Teeteto de Platão, onde o conhecimento é explicado como crença verdadeira justificada. O foco da epistemologia costuma ser as frases e proposições.

## Justificação é uma atividade normativa
Uma maneira de explicar a justificação é: crença justificada é aquela que nós temos o direito epistêmico.
De acordo com o internalismo em epistemologia, de alguma maneira cada um de nós é responsável pelo que acredita. Cada um de nós tem uma responsabilidade intelectual ou obrigação de acreditar no que é verdadeiro e de evitar de acreditar no que é falso. 
Assim, a justificação é uma noção normativa. Isso significa que tem a ver com normas, direitos, responsabilidades, obrigações, e assim por diante. A definição padrão de normatividade é que um conceito é normativo se e somente se é um conceito dependente de normas, isto é, de obrigações e permissões (interpretadas muito amplamente) envolvidas na conduta humana. Aceita-se geralmente que o conceito da justificação é normativo, porque é definido como um conceito a respeito das normas acerca das crenças.

## Justificadores
Se uma crença é justificada, há algo que a justifica. A coisa que justifica uma crença pode ser chamada seu justificador. Se uma crença for justificada, então tem ao menos um justificador. Um exemplo de um justificador seria alguma evidência que o sujeito deveria aceitar. Por exemplo, se uma mulher estiver ciente do fato que seu marido retornou de uma reunião de negócios cheirando a perfume e com sua camisa borrada de batom, o perfume e o batom podem ser evidência para sua opinião que seu
marido está tendo um caso. Nesse caso, os justificadores são o perfume e o batom, ou mais especificamente a aceitação dessa evidência; a crença que é justificada é sua crença que seu marido está tendo um caso.
Nem todos os justificadores teriam que ser evidências. Pode haver outros tipos de justificadores. O importante é que a crença tenha um justificador, para estar justificada. Entre os tipos de coisas que podem ser justificadores de crenças estão (1) outras crenças, (2) outros estados mentais conscientes, além das crenças, e (3) outros fatos sobre nós e nosso ambiente aos quais não temos acesso.
No mais das vezes, o justificador de uma crença é outra crença. Quando, para retornar ao exemplo anterior, a mulher acredita que seu marido está tendo um caso, ela apóia essa crença em outra crença, a saber, a crença que o batom e o perfume são de outra mulher. Estritamente falando, sua crença sobre a traição do marido não é baseada nas evidências "nuas". Sua crença é baseada em uma crença sobre as evidências. 
Considere a crença em P. Ou há um justificador para P, ou não. Se for justificado, provavelmente a crença em Q o justifica. Se não está justificada, a crença em P não pode servir de justificação para nenhuma outra crença R.
Por exemplo, suponha que alguém acredite que há vida inteligente em Marte. Sua crença está apoiada na crença que somente uma forma inteligente de vida poderia fazer aquela formação que aparece em forma de rosto em uma foto antiga da Nasa. Assim, a crença que
- (P) Há vida inteligente em Marte.

É justificada pela crença que
- (Q) Somente uma forma de vida inteligente poderia ter feito a formação que na foto tem forma de rosto.

Agora suponha que a crença justificadora Q é injustificada. Nesse caso, a pessoa não estaria epistemicamente justificada a acreditar em P. Sua crença seria irresponsável, de um ponto de vista epistêmico. A pessoa não teria o direito epistêmico de acreditar que há vida inteligente em Marte. Sua crença estaria injustificada. Para estar justificada, a crença precisa estar apoiada em outra crença que está ela própria justificada.

## Justificação e legitimação
Os filósofos analíticos distinguem entre dois tipos de autorizações, as justificações e as legitimações (entitlements, em inglês). Uma justificação é uma autorização da qual o sujeito dispõe explicitamente. Uma legitimação é uma autorização que o sujeito dispõe mas não é capaz de explicitar.

## Indicações de leitura
Tyler Burge. "Content preservation". The philosophical review, volume 102, número 4, Outubro de 1993, páginas 457-488.
Alvin Plantinga. Warrant: the current debate. Nova Iorque e Oxford, Oxford University Press, 1993.